# ブレント・コリガン
ブレント・コリガン（Brent Corrigan、1986年10月31日- ）は、アメリカ合衆国のモデル、俳優。本名はショーン・ポール・ロックハート（Sean Paul Lockhart）。フォックス・ライダー（Fox Ryder）名義で活動することもある。

## 人物
2004年、コブラ・ビデオ社の作品『Every Poolboy's Dream』でゲイ・ポルノ業界デビューを果たし、「美少年俳優」として注目された。デビュー後間もなく同社のトップ俳優となり、コンドームを使わないアナルセックス（非セーファー・セックス）を扱った作品は当時の売り上げトップに躍り出た。コリガンの出演作により、精液を飲む行為（オーラルセックス）やアニリングス、更にはコブラ社にとって初となる「2対1のアナルセックス（double anal penetration）」といった多様な性行為が注目されるようになる。
2005年9月、コリガンはポルノビデオに初出演した際に利用した身分証明書が偽造されたものであることを告白し、自身の年齢がこれまで公表されてきた年齢よりも更に若いことが明らかとなり、同時に出演作に未成年時の物が存在することが判明した。この告白は大きな議論を巻き起こすこととなり、コリガンが出演する多くの作品が流通販路から自主回収され、アメリカ国内及び国外の多くの法的機関が「児童ポルノ作品」に指定した。この件については、現在コリガン側とコブラ社が係争中であり、ファンの間でも様々な議論を巻き起こしている。
コリガン側とコブラ社はそれぞれ別々の「公式」ホームページを立ち上げており、それぞれがプロモーション活動を行っている。

## デビュー以前
コリガンは自身について、アイダホ州ルイストンに生まれ、ワシントン州シアトルで継父に育てられ、2004年には実の母と暮らすためにカリフォルニア州サンディエゴに移り住んだと語っている。
「そもそも僕が引っ越した最大の理由は、映画に非常に興味があったからなんだ。映画を作ることに憧れていたし、映画の芸術性に大きな関心があった。もしどこかに行けばそれが叶うとしたら、南カリフォルニアが最適な場所ではないかと思ったんだ。わざわざ僕をここに来させてしまうほど魅力に満ちた都市だったんだ。ここで高校生活の2年間を過ごし、家を建て、それからはUCLAかそれと同様の学位が取得できるところに行きたい、そう思うくらい僕はこの都市に惚れ込んだのさ。」
さらにコリガンは、サンディエゴに越した後に実の母に見棄てられ、自分で自分を養わなければならなくなったとも語っている。
16歳のときに年上の男性と出会い、付き合い始めたとコリガンは話す。その男性はコリガン自身が「危険なもの」と称するようなことを、コリガンに紹介した。
「当時付き合っていた彼は、16歳の僕には到底相応しくないようなライフスタイルを紹介してきたんだ。彼は僕に悪影響を与えただけだった。でも当時の僕はこれはまさにゲイの人たちがすることだと思っていた。大多数のゲイコミュニティはドラッグに手を染めないこと、互いに恨み会うことなどしないこと、当時の僕はそれを知らなかったんだ。ゲイコミュニティには実際には互いを気遣い合うという側面があるということを僕は知らなかった。」
また彼は「実の父には会ったことがない」とも語っている。

## 未成年でのビデオ出演
コリガンが主張するには、17歳になる少し前、彼のボーイフレンド（上述）はコブラ社のプロデューサーと接触し、コリガンが寝ている間にウェブカメラで撮影した1枚のヌード写真を、そのプロデューサーに見せたとされる。またコリガンは、コブラ社のビデオ作品に出演するために偽造身分証明を作ることに、自身が同意していたとも話す。
ある取材の中でコリガンは、「当時16歳だった自分は“何でも知っている”と勘違いしていた」と語っており、「当時のボーイフレンドが言った『偽造身分証明なんて未成年の出演者が“よく”使っている。君は間違ったことをしていないんだ』という言葉を僕は完全に信じていた」とも話している。
コリガンは2004年にコブラ社の2つの作品に出演した。コリガンとブレント・エヴァレット（Brent Everett）の2人が主演した作品（コンドームを使ったアナルセックスシーンを含む作品）を除き、コリガンが出演する作品にはほとんどがコンドームを使わないアナルセックスシーンがあり、これらはファンに広く受け入れられることとなる。これらのシーンは4つのビデオ作品に収録されている。これらのビデオの成功が決定的となり、作品は大きな売り上げを得た。作品はコブラ社最大の人気作と同時に、以降語り継がれる名作となったのである。
これらの作品が制作される中、コリガンはコブラ社のオーナーであるブライアン・コーシス（Bryan Kocis）と親密な関係にあり、最終的には性的関係を持ったとコリガン自身は話している。

## 問題発覚とその影響

### コリガン側の主張
2005年、コリガン側の弁護士は、コリガンがコブラ社の複数の作品に出演した当時、コリガンが未成年であったことを公に認めた。AVN.com（アダルトビデオニュース）の2005年11月の連載記事の中でもコリガンは、自身がポルノ業界でデビューするために偽造身分証明を入手したこと、初期の作品に出演した当時は17歳であったことを告白している。
2006年の7月から8月に行われた『Gay Web Monkey magazine』のインタビューの中でコリガンは、「当時の作品のプロデューサーに対して未成年であることを幾度かはっきりと話していたが、プロデューサーはその話に耳を傾けず、このことが公になるということにも関心を示さなかった」と述べている。またコリガンは、「当時のコブラ社のプロデューサーは、『もし君が未成年であったとしても、トラブルの当事者となるのは君であって私ではない』というようなことをほのめかしていた」とも話している。さらには、コリガンが未成年であることを告白した後に、このコブラ社のプロデューサーから「裏切り者はそれ相応に報いを受けるだろう」、「私は法的措置も辞さないし、君を破産に追い込んでやる」といったeメールを受け取ったこともコリガンは明かしている。

### ポルノ市場への影響
2005年9月、児童保護団体である「the Association of Sites Advocating Child Protection（ASACP）」及びポルノ業界の同業者団体である「Free Speech Coalition（FSC）」の2つの私的民間団体が声明を出し、その中でコリガン側の主張を繰り返した。この声明の中で両団体は、「コリガンが未成年時に出演したとされる当該作品は、多くの法的機関で児童ポルノに認定される可能性があり、同問題が決定的に解決するまで流通させるべきではない」と主張した。
2005年9月13日、問題とされたシーンを含むコブラ社の4作品が同社および卸売業者であるパシフィック・サン・エンターテイメント（Pacific Sun Entertainment）により自主回収された。未成年の出演について刑事告発が行われたり刑事責任が問われるといった事態にはならなかったが、2007年現在、問題となった作品は正規の流通経路ではもはや入手することが不可能となっている。

### コブラ社の反応
アダルトビデオニュースの記事にはコブラ社の主張が引用されており、その中でコブラ社は「コリガンが未成年であることは気付くことは出来ない。ロックハート氏（コリガンの本名）が提出した3つの州が発行した身分証明書のカラーコピーには全て『1985年生』と生年証明がなされていた」と主張している。加えて、「州が発行したロックハート氏の生年証明書を我々に見せるようロックハート氏の代理人に求めているが、ロックハート氏側は拒み続けている」とも主張している。

### 裁判
コリガン側の年齢詐称告白と同問題の最中に行われた作品回収の後、コブラ社は自社の商標侵害、サイバースクワッティング、契約違反等を理由に、コリガン及びその関係者をカリフォルニア州サンディエゴの州連邦地裁に訴える裁判を起こした。その訴訟の中でコブラ社は100万ドルの損害賠償及び、「ブレント・コリガン」の名称が自社の商標に当たるということからその名称を使用を禁ずることを求めた。コーシスとコリガンは、「2007年1月25日に送付された文書証明の中で論争に関する和解が成立した」と報じられている。2007年2月21日にこの件に関する最後の審問が行われることとなっていた。

## 現在

### アダルトサイト
コリガンは現在も新たなブログと個人サイト「BrentCorriganINC.com」を運営している。このウェブサイトは2007年の7月に開設されている。このサイトを開設したのは、自身のかつてのサイトを保持することが困難となったためであるとコリガン自身はブログで語っている。
「まずはよく理解してほしい。僕が言いたいのは、この先みなさんが「BrentCorriganOnline.com」を訪問する理由は存在しないということだ。僕は愚かな過去の失敗とは縁を切りたいし、それをみなさんにもお願いしたい。「BrentCorriganOnline.com」はブレント・コリガンを失っては何も残らないということを証明したい。その為にサイトのアクセス数が急激に下がり、地獄まで落ちて戻って来られなくなるところを僕は見たいんだ。それを実現するためにもみなさんの力を貸して欲しい。」
コリガンはかつての公式サイト「BrentCorriganOnline.com」の中でもブログを開設していた。現在、コリガンは自らアダルトビデオ会社を立ち上げている（コリガン曰く、業界で最も若いプロデューサーである）。一方でコブラ社は更に「Brentcorriganxxx.com」というサイトを立ち上げ、そこでは2004年以前のコリガンのビデオクリップや写真が無料でダウンロードできるようになっている。
2006年10月9日、コリガンはブログの中で有料セクションを含む個人サイト「BrentCorriganInc.com」を公開することを明らかにした。また、同サイトの管理者であるジェレミー・カーソン（Jeremy Carrson）がコリガンの第2のビジネスパートナーであることが公表された。

### 映像作品
2006年、コリガンはファルコン・エンタテイメント社の作品『The Velvet Mafia』に主演した。
コリガンは現在、非ポルノの映像作品にも出演している。『Tell ME』に脇役として、ロックミュージカル作品である『Didn't This Used To Be Fun?』に共同主演（ショーン・ロックハート名義）、ホラー映画作品である『In The Closet』に主演などが非ポルノ作品として挙げられる。
コリガンはゲイ・コメディである『Another Gay Sequel』で「男性の人魚のスタン」の役を演じている。また、ゲイ的内容を含む非ポルノのファンタジー作品『Judas Kiss』（インディーズ映画）にも主演することになっており、同映画は2011年に各地のフィルムフェスティバルで公開された。コリガンはJudas Kissと平行してオムニバス式のホラー映画Chillerama中の一つ、I was a teenage werebearにも主演し、両映画は多くのフィルムフェスティバルで同時に公開されることが多かった。
過去にも本名のショーン・ポール・ロックハートの名で非ポルノ作品のオーディションを受け、選考に残ったものの製作陣にブレント・コリガンと同一人物であることが分かると選考から落とされていた。Judas Kissに関する多くのインタビューで、「今、自分の心はメインストリーム（非ポルノ作品）にあるんだ」と語っている一方で、「公式サイトはまだ残しているし、アダルトビデオのプロデュースも監督もするつもりだ。今の自分は過去の自分あってこそだし、隠すつもりもない」とも言っており、しばらくの間は2つの世界での活動を平行して行う意向を示している。
今後、自伝本の出版及びそれに関する映画を製作するプロジェクトなどメインストリームでの活動を順調に増やしていっている。
「今は、2012年の撮影するプロジェクトに集中したい。2013年には、インタビューを受けるときに自分の過去（ポルノ活動）を話題にされなくてもいいようにしたい。10年後には、僕に興味を持った人が僕の経歴を調べて初めてポルノスターだったことを知ることになるだろう」
2013年以降もポルノ俳優としての活動は続けている。

## コブラ社オーナーの死
2007年1月24日、コブラ社のオーナーであるブライアン・コーシスが、ペンシルベニア州ルサーン郡にある自宅で死亡しているのが見つかった。警察発表によると、コーシスは喉を切られ、28回もめった刺しにされ、家は殺人を隠すために火をつけられていたとされる。コリガンの代理人であるカリフォルニア州弁護士のジョン・イエイツ（John Yates）は、「コリガンは疑いを掛けられている人物の一人であるが、コリガンは警察の捜査に積極的に協力する意思がある」と述べた。イエイツは後に「コリガンは、コーシスに事件当日に会った人物についての情報を持っている」と述べた。一方、警察は「重要参考人」の捜査を続けていた。2007年5月15日、2人のバージニアビーチの案内人でゲイポルノのライバル会社のプロデューサーであるハーロウ・クアドラ（Harlow Cuadra）とジョセフ・ケレケーシュ（Joseph Kerekes）をコーシス殺害容疑で逮捕した。当局の発表では、両容疑者はコリガンを自社のアダルト作品に出演させることを企み、殺害を決行したとされる。コーシス殺害の捜査を進めているペンシルベニア州警察及び合同機関である捜査特殊チームは、両容疑者がコリガンの出演を実現するためにコーシスを殺害したことを、コリガンは全く知らなかったという点に確信を持っている。

## 主な出演作

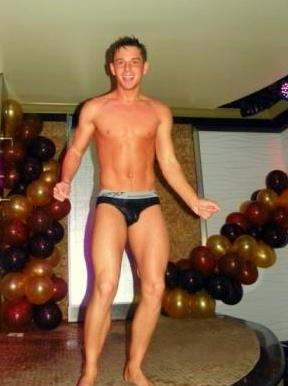
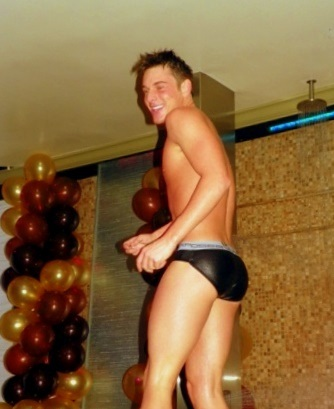
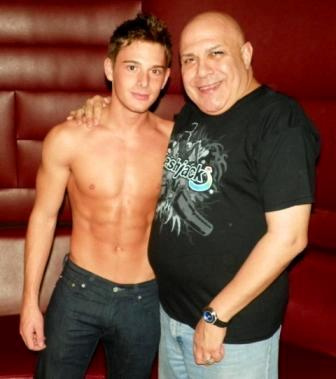
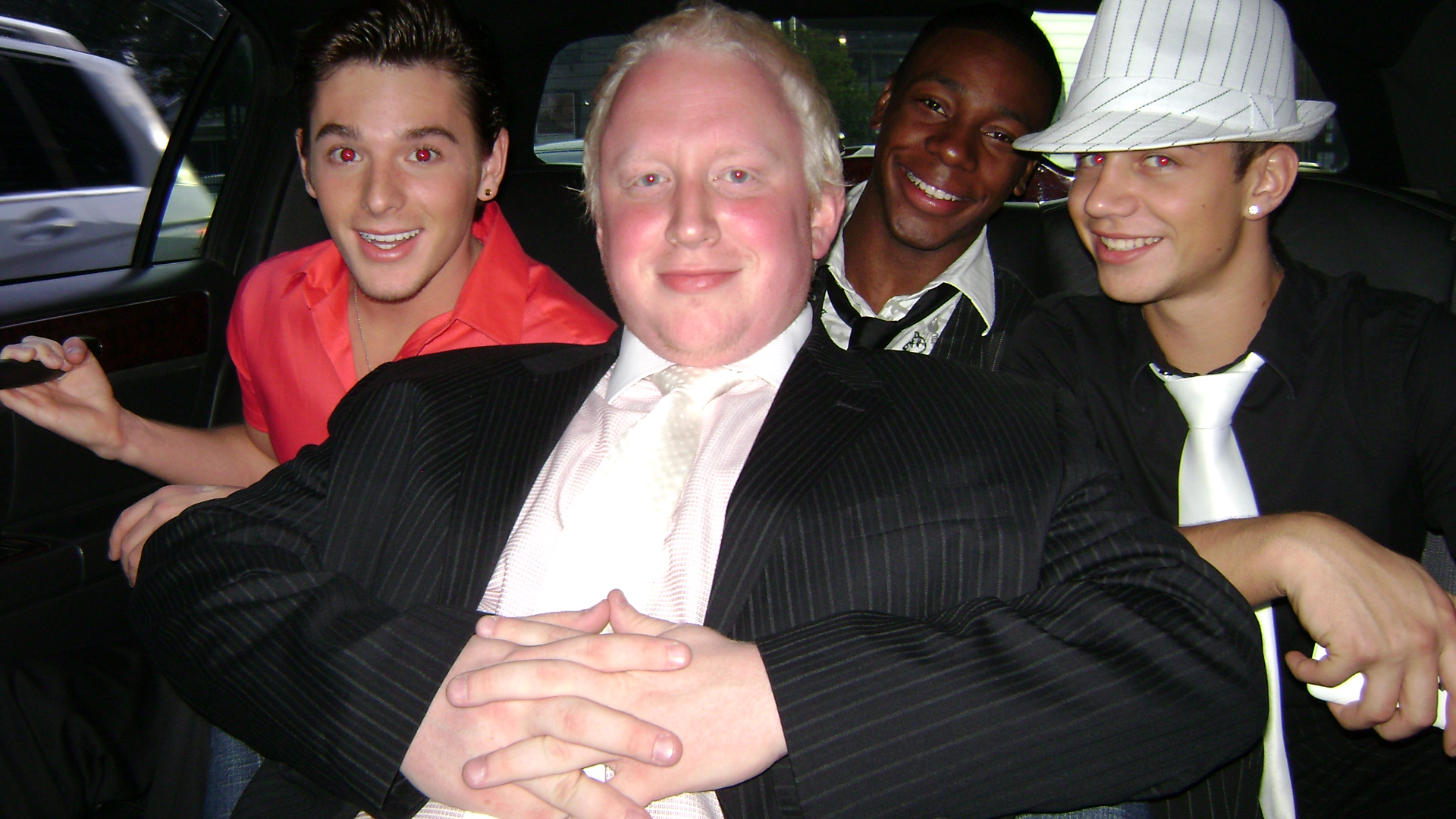
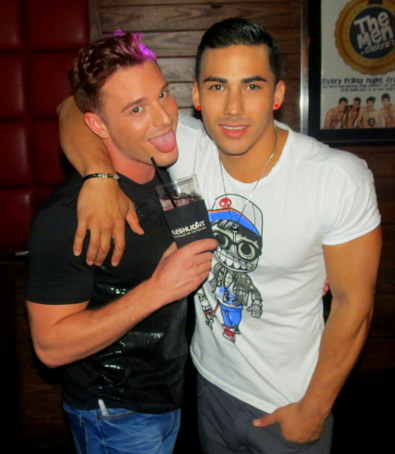
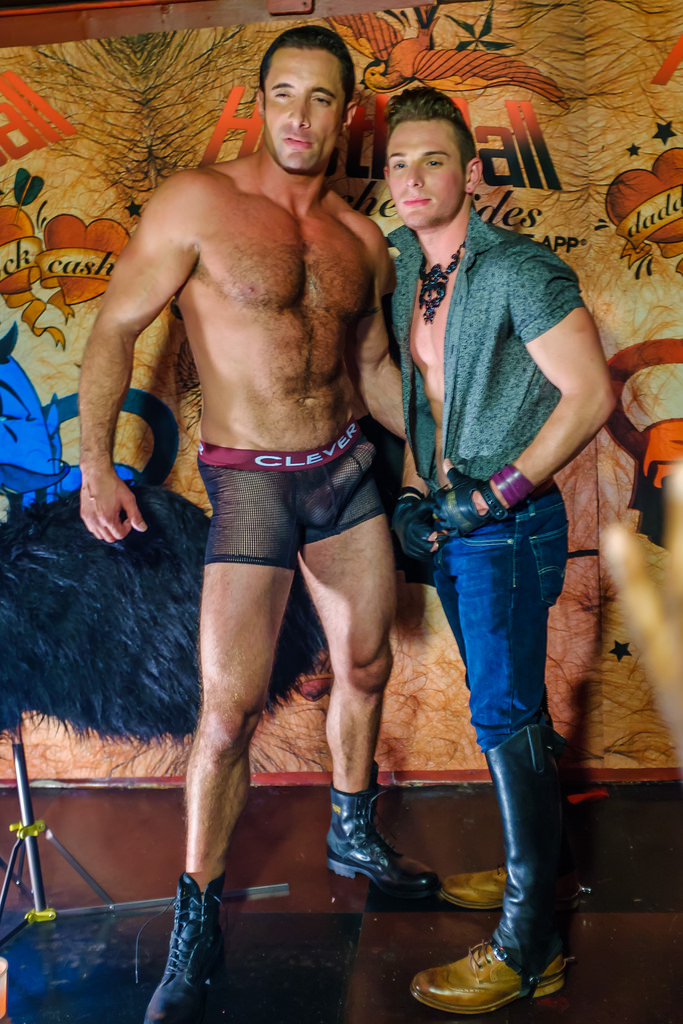

### 一般作品
- Didn't This Used to Be Fun?（2007年）
- Another Gay Sequel : Gays Gone Wild!（2008年）
- In the Closet（2008年）
- ミルク（2008年）
- Tell Me（2008年）
- The Big Gay Musical（2009年）
- Judas Kiss（2011年）
- Sister Mary（2011年）
- Chillerama（2011年）
- Welcome to New York（2012年）
- Truth（2013年、プロデュース作）
- Triple Crossed（2013年、監督作）
- The Dark Place（2014年）
- Kissing Darkness（2014年）
- Midnight（2014年）

### ポルノ作品
- Every Poolboy's Dream（2004年）
- Schoolboy Crush（2004年）
- Bareboned Twinks（2004年）
- Casting Couch 4（2005年）
- Cream BBoys（2005年）
- Naughty Boy's Toys（2005年）
- Fuck Me Raw（2006年）
- Take It Like a Bitch Boy（2006年）
- The Velvet Mafia : Part 1（2006年、Fox Ryder名義）
- Valvet Mafia 2（2006年、Fox Ryder名義）
- The Porne Ultimatum（2008年）
- Brent Corrigan's Summit（2008年、監督作）
- Drafted 3（2008年）
- Just the Sex（2008年）
- Best of Roman Heart（2008年）
- Just the Sex 2（2009年、監督作）
- The Porne Identity（2009年）
- Brent Corrigan's Big Easy（2009年、監督作）
- Best of the 2000s 2（2009年）
- Chris Steele Directors Picks（2009年）
- Brent Corrigan's Working Hard（2010年、監督作）
- Getting Levi's Johnson（2010年）
- Brent Corrigan's Heat（2010年、監督作）
- Beautiful Boy（2011年）
- The Brent Corrigan Sex Tapes（2012年）
- Buttfucked（2012年）
- Jacked（2014年）
- Gay Massage House（2014年）
- Fathers & Sons（2014年）
- America's Finest（2014年）
- Poolside 1（2015年）
- Moving Up（2015年）
- Vegas Hustle（2015年）
- Magnums（2015年）
- Gods of Porn（2015年）
- Deep Release（2016年）

## 彼を題材にした作品
- キングコブラ (2016年の映画) - ギャレット・クレイトンがコリガンを演じている。